# Тогуз коргоол
Тогуз коргоол (кирг. тогуз коргоол, дослівний переклад — «дев'ять горошин»), тогы́з кумала́к (каз. тоғыз құмалақ) — киргизька і казахська народна логічна настільна гра на дошці, у якій 18 ігрових та дві накопичувальні лунки. Спрощена версія цієї гри називається Уюм тууду (Моя корова отелилася). У гравців по п'ять лунок і в кожній лунці по п'ять камінчиків. У казахів Монголії подібна гра (по дев'ять камінчиків у п'яти лунках) називається «Есен коргоол». Існує також гра Алты коргоол — Шість горошин.
Гра належить до сімейства манкала, що включає такі ігри, як варі або калах. В основу гри покладено число 9 (дев'ять ігрових лунок, у кожній лунці спочатку по дев'ять кульок), що вважається у тюрків і монголів священним. Гра розвиває математичне мислення і виховує витримку. За властивість гри розвивати усний рахунок її ще називають «алгеброю чабанів». Партія може тривати чотири-п'ять годин. Під час гри суперникам доводиться використовувати всі чотири основних математичних дії. Гра будується не тільки на швидкості підрахунку, але і на тактиці.
У 2020 році ЮНЕСКО включило цю гру до репрезентативного списку нематеріальної спадщини.

## Інвентар
Дошка для гри в тогуз коргоол має по 9 ігрових лунок для кожного гравця. Крім цього, в середині дошки розташовуються дві великі лунки для збору виграних каменів. Кількість каменів (кирг. коргоол) — 162 штуки.
Для позначення лунки-туза використовуються спеціальні знаки, за їхньої відсутності можуть використовуватися два камені, що відрізняються за формою або кольором від ігрових каменів.

## Правила
Позначення лунок
Дошка для тогуз коргоола поділяється на два боки: білий (світлий) та чорний (темний). Лунки на сучасних дошках пронумеровані зліва направо від 1 до 9 з боку кожного гравця. Традиційні назви лунок (киргиз.):
1 — куйрук
2 — ат өтпөс
3 — жаман үй
4 — далы
5 — бел
6 — ак колтук
7 — эки тишти
8 — көк моюн9 — ооз
Вихідна позиція
Перед початком гри в кожну ігрову лунку розкладають по 9 каменів. Накопичувальна лунка порожня. Кожному гравцеві належить ближній до нього ряд із 9-ти лунок (кирг. үй — дім) та одна накопичувальна лунка (кирг. казан — казан), що розташовується ближче до гравця або по праву руку.
Ходи
Ходи роблять по черзі. Право першого ходу взаємно обмовляється або розігрується жеребом, то, хто, розпочинає гру, сідає з білою боку. Під час свого ходу гравець бере всі камені з будь-якої своєї лунки «дім» і, починаючи з цієї ж лунки, розкладає їх по одному проти годинникової стрілки у свої та чужі доми. Якщо у вихідній лунці тільки один камінь, то він перекладається в наступну лунку.
Виграш каменів
Якщо останній коргоол потрапляє в дім суперника та кількість коргоолів у ньому стає парним, то коргооли з цього дому переходять до казана гравця, який зробив хід.
Туз
Туз — виграна лунка на боці суперника. Якщо під час ходу гравця А останній коргоол потрапляє в будинок гравця Б, і в ньому після цього виявляється три коргооли, то цей дім оголошується тузом гравця А (кирг. туз, соль; каз. тұзды үй). Ці три коргооли потрапляють до казана гравця А. У подальшому кожен коргоол, що потрапив у туз, переходить до казана гравця А. Існує 3 основних правила взяття туза:1) гравець не може завести собі туз у найостаннішому (дев'ятому) домі суперника,2) гравець не може завести собі туз у домі з таким же порядковим номером, який має лунка-туз суперника,3) кожен гравець протягом гри може завести собі тільки один туз.
Відмовитися від туза або змінити його положення не можна. Туз діє до кінця гри і для зручності позначається спеціальним знаком.
Завершення партії
Перемога у грі досягається двома способами:
1) набір у свій казан 82 коргоола або більше;
2) у супротивника не залишилося ходів (див. нижче «ат сыроо») і при цьому він ще не набрав 81 коргоол.
При наборі обома гравцями по 81 коргоолу оголошується нічия. Також партія вважається закінченою нічиєю, якщо на дошці виходить нічийна позиція А.Чилимова (повторення позиції через 73 ходи). У турнірній партії переможцю присуджується одне очко, у випадку нічиєї кожному гравцеві по півочки. Також нічия або поразка можуть бути оголошені у випадках обумовлених офіційним кодексом змагань (прострочений час обмірковування, запізнення тощо).
Ат сыроо
Якщо після ходу гравця А всі його доми виявляються порожніми (хід «91»), то він потрапляє в ситуацію «ат сыроо». Гравець Б робить свій черговий хід. Якщо після його ходу в домі гравця А чи не потрапляє жодного коргоола, то в цій ситуації у гравця А немає ходів, і гра завершується. Коргооли з домів гравця Б переходять у казан гравця Б, і проводиться підрахунок коргоолов у казанах.

## Змагання

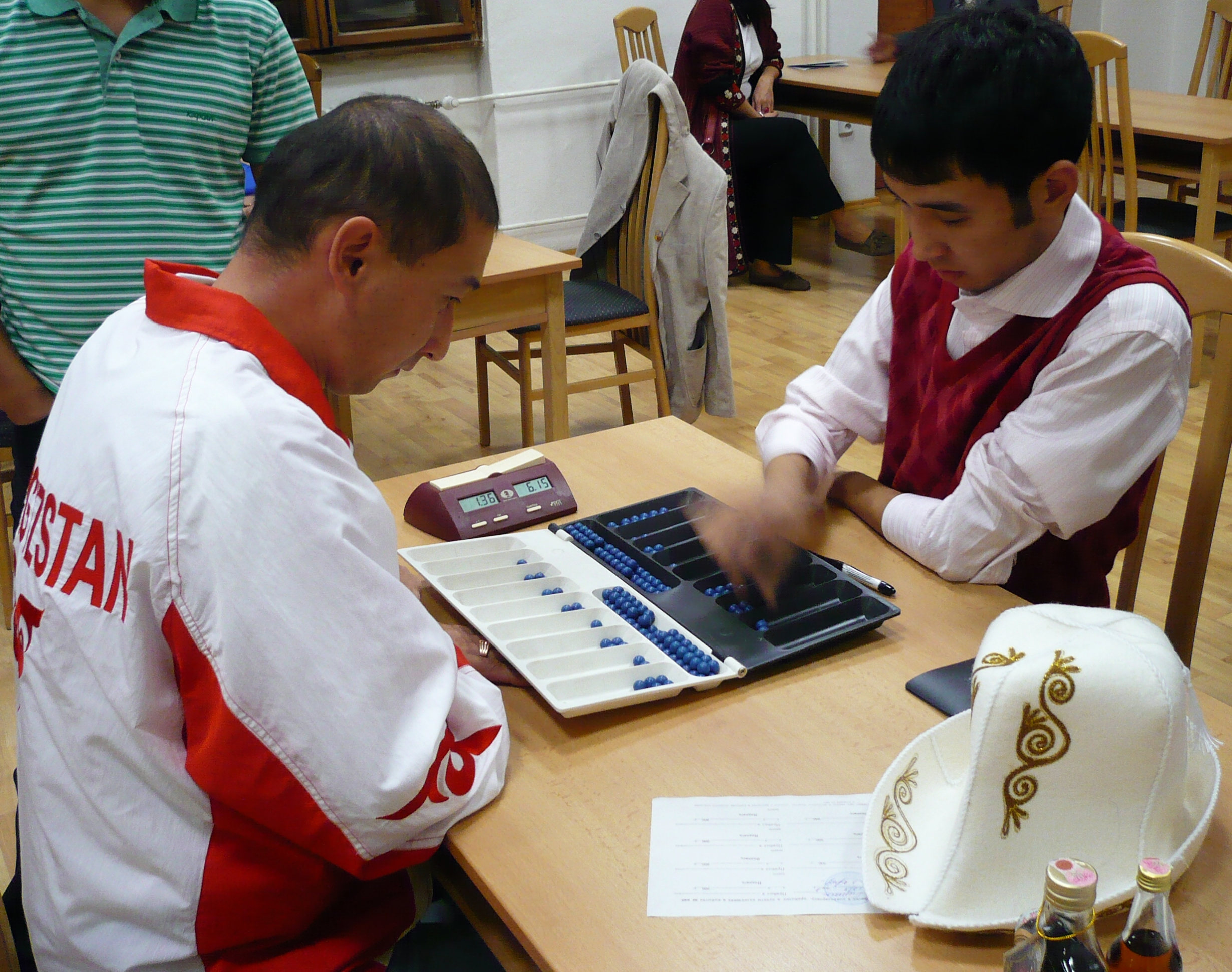
Змагання з тогуз коргоолу

Федерація Тогуз коргоолу в Киргизстані працює з 1991 року (зареєстровано 27 вересня 1993 року), а в Казахстані з 2004 року. В обох країнах ця гра є народною. У деяких країнах розігруються місцеві чемпіонати. У місті Пардубиці (Чехія) в рамках Олімпіади з інтелектуальних ігор регулярно проводяться турніри з тогуз коргоолу. У 1994 році в Киргизстані було організовано перший чемпіонат Азії. А з 2010 року розігрується чемпіонат світу. У 2011 році відбувся перший чемпіонат Європи. Тогуз коргоол включений до програму Всесвітніх ігор кочівників, перші з яких відбулися у вересні 2014 року в м Чолпон-Ата (Киргизстан).

## Запис ходів

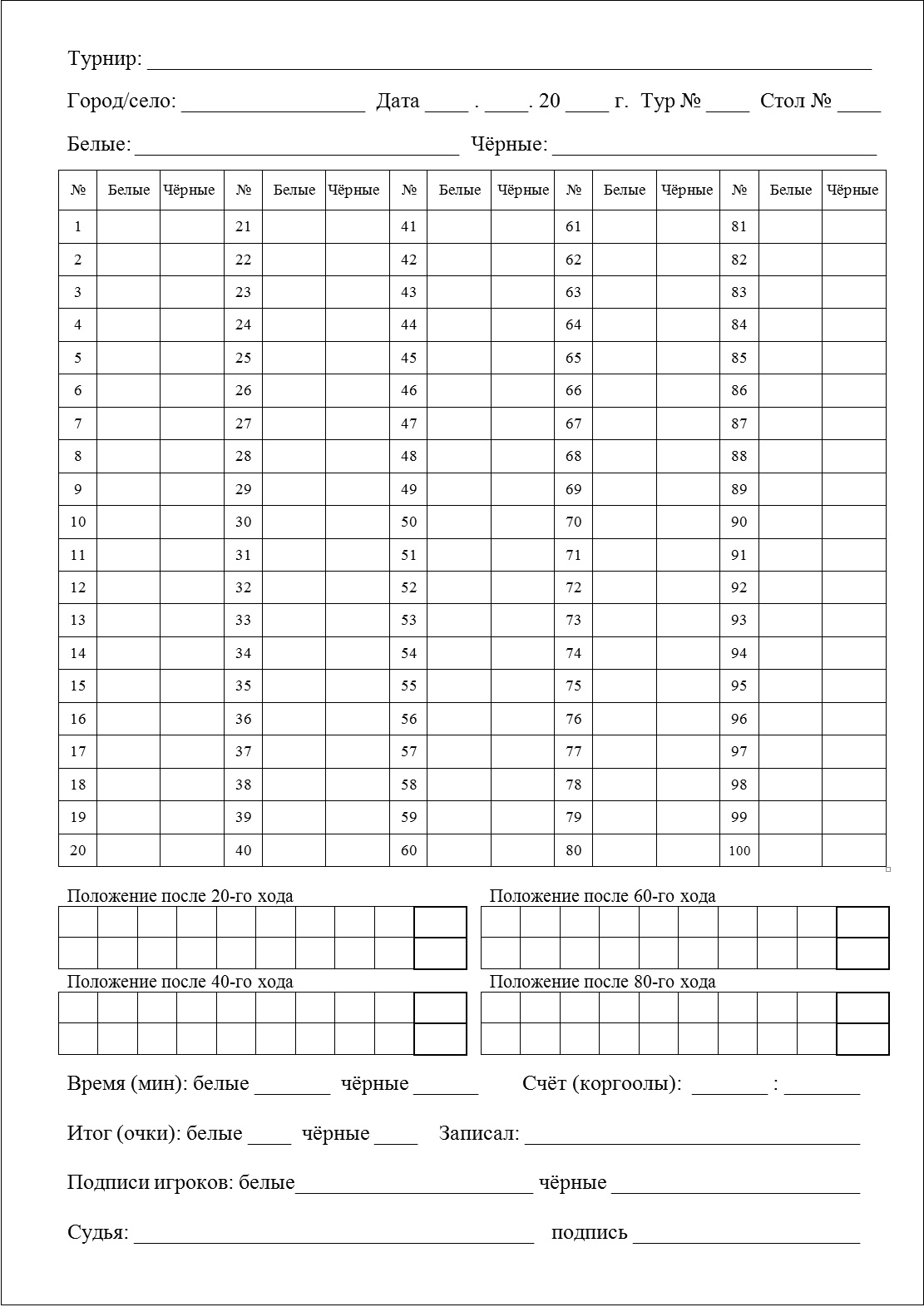
Бланк для запису партії

Запис ходів у тогуз коргоол дещо простіше, ніж аналогічна шахова нотація. Кожен хід записується двозначним числом (у принципі, можливий короткий запис однозначним числом — номером вихідної лунки). Перша цифра числа — номер вихідної лунки, друга — номер лунки, у яку потрапив останній коргоол. При взятті туза після двозначного числа ставиться знак Х. Також під час гри у спеціальних таблицях-діаграмах можуть фіксуватися проміжні положення на дошці. Кожна комірка діаграми позначає лунку на дошці. В комірку записуються кількості коргоолів у відповідних лунках. Комірка-туз позначається знаком Х. Порожні лунки позначаються прочерком. У нижньому ряду діаграми білі лунки, у верхньому — чорні. У виділені комірки записується кількість коргоолів у казанах.

## У культурі

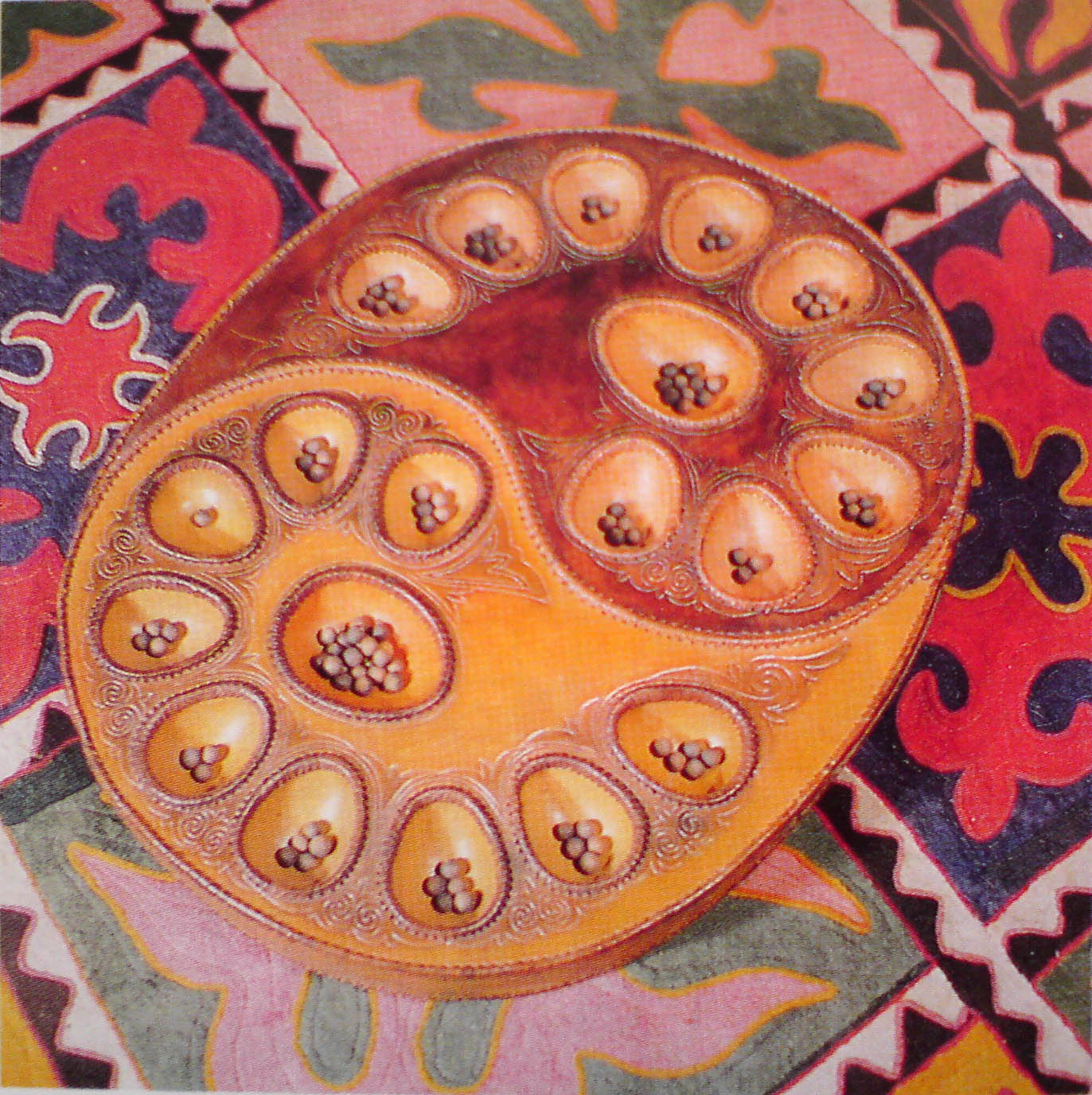
Сувенірна дерев'яна дошка

Тогуз коргоол згадується в книзі "Дім Солі" української письменниці Світлани Тараторіної.
Тогуз коргоол згадується в головному киргизькому епосі Манас (фрагмент киргизькою мовою):
Жалпак жыгач чаптырып,

Чараларын оюшуп

Бир жагына бир тогуз,

Бир жагына бир тогуз,

Үй чыгарып коюшуп…

Ою менен олтуруп,

Ташын салып толтуруп,

Тогуз коргоол ойноду,

Ордо, тогуз коргоол деп,

Жаш Манас кылып койгону…

Тогуздан коргоол салганы,

Бу Манастан калганы…